# Andante mit Variationen f-Moll Hob. XVII/6
Die Variationen in f-Moll (Hob. XVII:6) aus dem Jahr 1793 sind ein Klavierstück von Joseph Haydn. Zusammen mit den drei Londoner Klaviersonaten (Hob. XVI:50-52) gehören sie zu seinen letzten Klavierwerken. Das als Doppelvariationen angelegte Werk ist eines der beliebtesten Klavierstücke von Haydn und seit dem Erscheinen der Erstausgabe 1799 beinahe durchgehend im pianistischen Repertoire. Ein Rezensent der Leipziger Allgemeinen Musikalischen Zeitung vom 8. Mai 1799 hebt bereits den emotionalen Ausdruckscharakter und virtuosen Schluss des Werks hervor:

„Ein schwermüthiges Andante aus F moll, wie ein Meister nur variiren kann, dass sichs beynahe als freye Phantasie anhört.“

Die Variationen in f-Moll sind auch unter den Namen f-moll-Variationen, Sonata (Un piccolo divertimento) und Andante con variazioni bekannt.

## Entstehung
Haydn komponierte die Variationen in f-Moll 1793 in Wien. Das Autograph befindet sich in dem Bestand der Musikabteilung der New York Public Library. Vermutlich hat der Kompositionsprozess unterbrochen über einen längeren Zeitraum stattgefunden. Die Themen und Variationen sind im Autograph bereits eine Reinschrift. Dort gibt es nur wenige Korrekturen oder Radierungen. Die letzten drei Seiten des Autographs enthalten die Coda. Sie liegen nur in einem Arbeitsstadium vor. Passagen sind durchgestrichen und korrigiert am Ende wieder eingefügt. Haydn hat sie wahrscheinlich zu einem späteren Zeitpunkt ergänzt. Deswegen entsteht der kuriose Fall, dass das Stück zwei Schlüsse hat: 1. am Ende der Reinschrift und 2. am Ende der ergänzten drei Seiten (siehe Diskussion).
Die Variationen sind auf der Titelseite des Autographs als „Sonata“ bezeichnet. Erst Artaria, der Verleger der Erstausgabe, ändert das 1799 zu „Variations pour le Clavecin ou Piano-Forte“. Der Titel „Sonata“ ist insofern besonders, als dass Haydn ihn sonst mehrsätzigen Werken vorbehält. Es könnte sein, dass er die Variationen zunächst als mehrsätziges Werk konzipierte und sich später zugunsten eines einsätzigen Werks umentschied. Das passt mit der späteren Ergänzung weiterer drei Seiten an die Reinschrift überein.
Noch in Wien ließ Haydn eine erste Kopie des Werks anfertigen. Dieses Manuskript wird in der Österreichischen Nationalbibliothek aufbewahrt. Vermutlich ist es der Mozart-Schülerin Barbara Ployer gewidmet. Daneben ist auch Antonia Ployer im Gespräch, da die Widmungsträgerin auf der Titelseite nur als „Signora de Ployer“ bezeichnet wird. Sie war die Gemahlin von Gottfried Ignaz von Ployer, einem Cousin Barbaras.
1794 nimmt Haydn das Autograph mit auf seine zweite Reise nach London. Dort lässt er zwei weitere Abschriften von dem Kopisten Johann Elßler anfertigen. Sie befinden sich im Privatbesitz in den USA und der Gesellschaft der Musikfreunde in Wien. Beide Kopien sind wie das Autograph als „Sonata“ und „Sonata per il Piano Forte“ betitelt.
Die Erstausgabe der Variationen in f-Moll ist 1799 bei Artaria in Wien erschienen. Dort heißen sie „Variations pour le Clavecin ou Piano-Forte“. Sie ist Josefine von Braun gewidmet, der Frau des Wiener Hofbankiers und Direktors der beiden Hoftheater Peter von Braun. Mit sechs Jahren liegt ein außergewöhnlich langer Abstand zwischen der Komposition und der Veröffentlichung der Erstausgabe. Ein möglicher Grund dafür könnte sein, dass das alleinige Nutzungs- und Aufführungsrecht in dieser Zeit Josefine von Braun oder der „Signora de Ployer“ vorbehalten war.

## Aufbau
Joseph Haydn verwendet als Grundlage der Variationen zwei Themen. Damit gehören sie zum Typ der Doppelvariation. Das erste Thema steht in f-Moll und das zweite in der Varianttonart F-Dur. Zu Beginn präsentiert Haydn die Themen nacheinander. Er variiert sie im Folgenden im Wechsel jeweils zweimal. Die Variationen enden mit dem ersten, nur fünf Takte langen Schluss in F-Dur. In einer späteren Ergänzung erweitert Haydn das Stück um eine groß angelegte Coda, die ebenfalls in F-Dur schließt.

### Das Themenpaar

Der 1. Teil des f-moll-Themas (T. 1–12)

Die beiden Themen zeichnen sich durch verbindende und kontrastierende Elementen aus. Durch die Tonartenwahl f-Moll und F-Dur beleuchten sie beide Seiten der f-Tonalität. Beide Themen sind liedhaft und dreiteilig aufgebaut (siehe: Liedform). Der 3. Teil ist dabei eine Variation des 1. Teils.
Die Bewegungsrichtung des f-moll-Themas ist überwiegend abwärts gerichtet. Das zeigt sich beispielhaft in dem Eröffnungsmotiv oder der Organisation der Phrasen. Das Thema beginnt mit der abwärts gerichteten Dreiklangsbrechung c'''-as''-f''. Die Repetition des c'' etabliert außerdem den pochenden Rhythmus aus punktierter 16tel plus 32tel, der das gesamte Thema prägt. Die erste Phrase von Takt 1-6 fällt eine Oktave vom c''' zum c''. Bis zum Ende des 1. Teils vor dem Wiederholungszeichen nach Takt 12 geht es noch eine weitere Terz bis zum as' nach unten. Der 2. und 3. Teil überbieten den Dezimenfall jeweils noch: Sie beginnen mit dem es''' und enden auf dem f'. Im Gegensatz dazu ist die Bewegungsrichtung des F-Dur-Themas weitaus ausgewogener. Die Takte 30-34 und 40-49 gehen jeweils nur eine große Sekunde nach unten und das Eröffnungsmotiv ist nach oben gerichtet. Die steigende Chromatik betont das noch zusätzlich.

Der erste Teil des F-Dur-Themas (T. 30–40)

Die pendelnde Begleitfigur des Mollteils trägt weiterhin zum besinnlich-versunkenen Charakter des ersten Themas bei. Demgegenüber stellt Haydn die Arpeggio-Gesten und Doppelschlagsfiguren des Durteils. Sie stehen immer auf leichten Zählzeiten und prägen damit den nach vorne gerichteten Gestus. Die Punktierungen des f-moll-Themas betonen dagegen jede Zählzeit. Als verbindendes Element verwendet Haydn in beiden Themen Terzparallelen. Die beiden tiefsten Stimmen der Pendelbegleitung in f-Moll lösen sich in die Eröffnungsmotive der Takte 30, 34, 40 und 44 auf.
Besonders hervorzuheben ist noch der 3. Teil des f-moll-Themas. Da er formal eine variierte Wiederholung des 1. Teils ist, fällt die Inszenierung des grundstelligen neapolitanischen Akkordes umso stärker auf. Dieser ist durch die Dynamik, synkopische Positionierung und Ausdehnung über zwei Takte besonders markant. Haydn blickt in der Coda auf diese Stelle zurück und benutzt sie als Scharnier, um in den virtuosen Schluss überzuleiten.

### Die Variationen
In den Variationen verziert Haydn die Melodie der Themen. Die Harmonien und die Struktur der Taktverhältnisse werden beibehalten. Damit gehören sie zu den Melodie- oder Figuralvariationen. Einzig in der zweiten Durvariation wird der 1. Teil von 10 auf 8 Takte gekürzt.
In der ersten Mollvariation löst Haydn den punktierten Rhythmus des Themas in synkopierte 16tel und 8tel auf. Die melodischen Sprünge füllt er mit Schritten. Die rhythmische und melodische Glättung trägt zu dem schwebenden Charakter dieser Variation bei. In der zweiten Variation sind anstelle der Synkopen durchlaufende 32tel gesetzt.
Die Melodie des Durthemas wird in seiner ersten Variation durch Triller in der rechten und linken Hand angereichert. Sie ersetzen oftmals die gestischen Arpeggios. Die 32tel-Läufe und -Pendel der zweiten Variation steigern den Ausdruck weiter. Haydn kombiniert sie mit der Chromatik des Eröffnungsmotivs. Anschließend an die zweite Durvariation folgt der 1. Schluss. Er führt den Charakter der Variation weiter und beendet die Variationen mit einer starken Kadenz in F-Dur.

### Die große Coda

Wiederholung des f-moll-Themas und Beginn der Coda (unterstes System)

Haydn beginnt die große Coda mit einer Wiederholung des f-moll-Themas. Im Autograph ist das durch Da-capo-Zeichen vermerkt. In der ersten Wiener Abschrift von 1793 ist diese Wiederholung bereits an richtiger Stelle ausgeschrieben.
Der folgende kapriziös-virtuose Abschnitt entwickelt sich aus der Wiederholung des Themas heraus. Der verselbstständige Neapolitaner wird tonartlich gefestigt und dient als Ausgangspunkt für eine Sequenz durch entfernte Tonarten. Zunächst führt Haydn die Fauxbourdons und den punktierten Rhythmus des Mollthemas chromatisch durch. Der Abschnitt setzt sich aus drei Sequenzgliedern zusammen. Das erste Glied moduliert von einem Ges-Dur-Sextakkord nach es-Moll. Das harmonische Pendel des ganzverminderten Septakkords auf a mit B-Dur repräsentiert halbschlüssig die neue Tonart. In gleicher Weise verfährt Haydn mit dem nächsten Sequenzglied nach as-Moll. Im letzten Glied nach f-Moll ist der ganzverminderte Septakkord durch einen verminderten Terzquartakkord ersetzt, der wiederum halbschlüssig den f-moll-Einsatz des nächsten Abschnitts in Takt 185 vorbereitet.
In den Takten 185-190 ist die Pendelfigur der Begleitung des f-moll-Themas virtuos zu 32tel-Noten gesteigert. Haydn moduliert damit nach As-Dur. Dieser Abschnitt ist durch die Verzierung der Melodie als Fioritura und die rhythmischen Impulse der linken Hand geprägt. Sie betonen jeweils die erste Zählzeit des folgenden Taktes.
Die Fioritura leiten in den Höhepunkt der Coda über. Die arpeggierten verminderten Septakkorden gehen in ein ausgedehntes dominantisches Feld über, bevor die Musik nach f-Moll zurückkehrt. Haydn verwendet nun wieder den punktierten Rhythmus des Mollthemas. Die Übergriffe der rechten Hand in das Bassregister erinnern ebenfalls daran. Die Steigerung des Ausdrucks und der Virtuosität bis zu diesem Punkt ist einmalig in dem Klavierwerk Haydns. Vor dem Schluss der f-moll-Variationen wiederholt er nochmal die Takte 23-29 des Themas. Sie treten in der Coda ebenfalls mit gesteigerter Dramatik bis zur Fermate auf, bevor das Werk schließlich in F-Dur endet.

## Diskussion
Die Variationen in f-Moll sind in zwei Arbeitsschritten entstanden. Die Reinschrift des Autographs stellt bereits ein in sich geschlossenes Stück dar. Es könnte gut der erste Satz eines mehrsätzigen Werks sein. Die Form mit Doppelvariationen und angehängtem Schluss verwendet Haydn ebenfalls in dem ersten Satz seines Klaviertrios in d-Moll (Hob. XV:23), das etwa zur gleichen Zeit wie die Variationen entstanden ist.

Der 1. Schluss (T. 146–150)

Die Entscheidung, aus den Variationen ein einsätziges Werk zu machen, geht vermutlich mit dem Hinzufügen der Coda einher. Sie übernimmt die Funktion des ersten Schlusses, das Werk zu beenden. Das wirft die Frage auf, ob man den ersten Schluss dann überhaupt noch spielen soll. Die starke Kadenz am Ende eines Stücks ist in dessen Mitte ein starker Einschnitt in den Fluss der Musik. Mit dem Hinzufügen der Coda ist sie auch formfunktional nicht mehr notwendig. Sie könnte weggelassen werden. In der ersten Abschrift der Variationen ist die kleine Coda allerdings noch ausgeschrieben. In der Erstausgabe von Artaria fehlt sie jedoch. Nachdem diese Ausgabe noch zu Haydns Lebzeiten erschienen ist, ist das ein starkes Argument, den 1. Schluss nicht zu spielen.
In heutigen Interpretationen wird der 1. Schluss mehrheitlich weggelassen. Von Ronald Brautigam und Jean-Efflam Bavouzet gibt es jedoch Aufnahmen des Stücks mit beiden Schlüssen.